# مالاگا
مالاگا (به اسپانیایی: Málaga) شهری است در بخش خودمختار اندلس در جنوب کشور اسپانیا مرکز شهرستانی به همین نام. این شهر با جمعیت ۵۶۱۲۵۰ خود در سال ۲۰۰۷ ششمین شهر پرجمعیت سراسر اسپانیاست.
مالاگا در منتهی‌الیه غرب دریای مدیترانه و در ۱۰۰ کیلومتری تنگهٔ جبل الطارق واقع شده‌است. منابع عربی و اسلامی نام این شهر را ملاقه و مالقه گفته‌اند. مالاگا یکی از بنادر پرتردد اروپا است. نقاش و مجسمه‌ساز، پابلو پیکاسو، شاعر عبری و فیلسوف یهودی سلیمان بن گابیرول و بازیگر آنتونیو باندراس در مالاگا به دنیا آمدند.

## تاریخ
تاریخ مالاگا حدود ۲۸۰۰ سال را در بر می‌گیرد و آن را به یکی از قدیمی‌ترین شهرهای اروپا و یکی از قدیمی‌ترین شهرهای دائماً مسکونی در جهان تبدیل می‌کند. به گفته بیشتر پژوهندگان، این شهر حدود ۷۷۰ پیش از میلاد توسط فنیقی‌ها و به نام مالاکا تأسیس شد. از قرن ششم قبل از میلاد، این شهر تحت هژمونی کارتاژ باستان بود و از سال ۲۱۸ پیش از میلاد تحت حکومت جمهوری روم و سپس امپراتوری مالاکا (لاتین) قرار گرفت. پس از سقوط امپراتوری و پایان حکومت ویزیگوت‌ها، به مدت ۸۰۰ سال با نام عربی‌شده مالقة زیر حکومت اسلامی بود، اما در سال ۱۴۸۷، شاه کاستیل در بحبوحه جنگ غرناطه کنترل را به دست آورد. بقایای باستان‌شناسی و بناهای تاریخی دوران فنیقی، رومی، عربی و مسیحی، مرکز تاریخی شهر را به یک «موزه باز» تبدیل کرده است که تاریخ نزدیک به سه‌هزارساله این شهر را به نمایش می‌گذارد.

## اقتصاد
مهم‌ترین بخش‌های تجاری در مالاگا گردشگری، ساخت و ساز و خدمات فناوری هستند، اما بخش‌های دیگری مانند ترابری و تدارکات شروع به گسترش کرده‌اند. مالاگا به‌عنوان مرکز فناوری تجمیع‌شده عمل می‌کند و شرکت‌ها عمدتاً در پارک فناوری مالاگا (پارک فناوری اندلس) متمرکز شده‌اند. این شهر میزبان بزرگترین بانک منطقه، یونیکاجا، است و چهارمین شهر اسپانیا از نظر فعالیت اقتصادی پس از مادرید، بارسلون و والنسیا است. از نظر حمل و نقل، مالاگا توسط فرودگاه مالاگا-کاستا دل سول و بندر مالاگا خدمات‌رسانی می‌شود، در حالی که شهر از سال ۲۰۰۷ به شبکه راه آهن پرسرعت متصل است.